# Alexander III av Ryssland
Alexander III Alexandrovitj (ryska: Александр III Александрович), född 10 mars 1845 på Vinterpalatset i Sankt Petersburg, död 1 november 1894 på Livadiapalatset på Krim, var kejsare av Ryssland, kung av Polen och storfurste av Finland från 1881. Han var son till Alexander II och Maria av Hessen.

## Biografi

### Uppväxt och ungdom
Alexander uppfostrades tillsammans med sin 17 månader äldre bror, storfurst Nikolaj. Sedan denne avlidit i Nice den 24 april 1865 blev Alexander rysk tronföljare (tsarevitj).

### Äktenskap

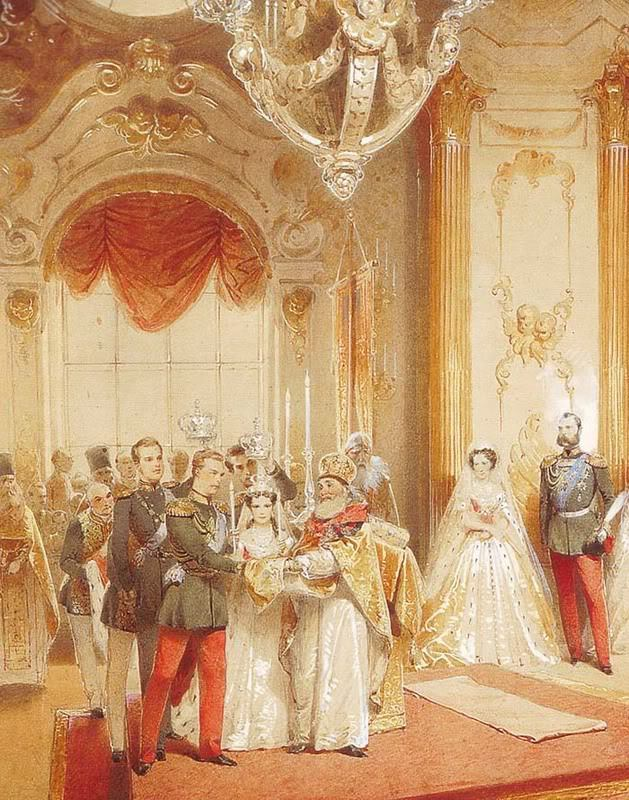
Bröllopet mellan Alexander och prinsessan Dagmar av Danmark den 9 november 1866 i Vinterpalatset i S:t Petersburg.

Alexander gifte sig den 9 november 1866 i Sankt Petersburg med danska prinsessan Dagmar, kung Kristian IX:s och Louise av Hessen-Kassels andra dotter, som förut varit Alexanders äldre brors trolovade. Storfurstinnan Maria Fjodorovna – som var det namn prinsessan Dagmar fick vid övergången till Rysk-ortodoxa kyrkan – erhöll snart ett ganska betydligt inflytande på sin gemål, som fullkomligt delade hennes danska antipatier mot Preussen. Alexander trädde i uppseendeväckande opposition mot sin faders tyskvänliga politik. I Anitjkovpalatset, där tronföljarparet residerade, var det till och med en tid vid 10 rubels plikt förbjudet att tala tyska språket.

### Tronföljare
Ett stort inflytande på Alexanders utveckling, utövade hans deltagande i rysk-turkiska kriget, då han förde befälet över Donau-arméns vänstra flygel. Han fick där med egna ögon skåda krigets fasor, och från denna tid förblev han under alla ödets växlingar en uppriktig fredsvän. Den revolutionära organisationen Narodnaja voljas aktiviteter, som fördystrade de sista åren av Alexander II:s regering, gjorde även ett outplånligt intryck på Alexander III. Han slöt sig till sådana panslavistiska fanatiker som Michail Katkov och Konstantin Pobedonostsev, vilka i pressen och från predikstolen förkunnade, att gammalrysk, patriarkalisk despotism och intolerant ortodoxi vore de bästa hjälpmedlen mot revolutionärerna.

### Kejsare

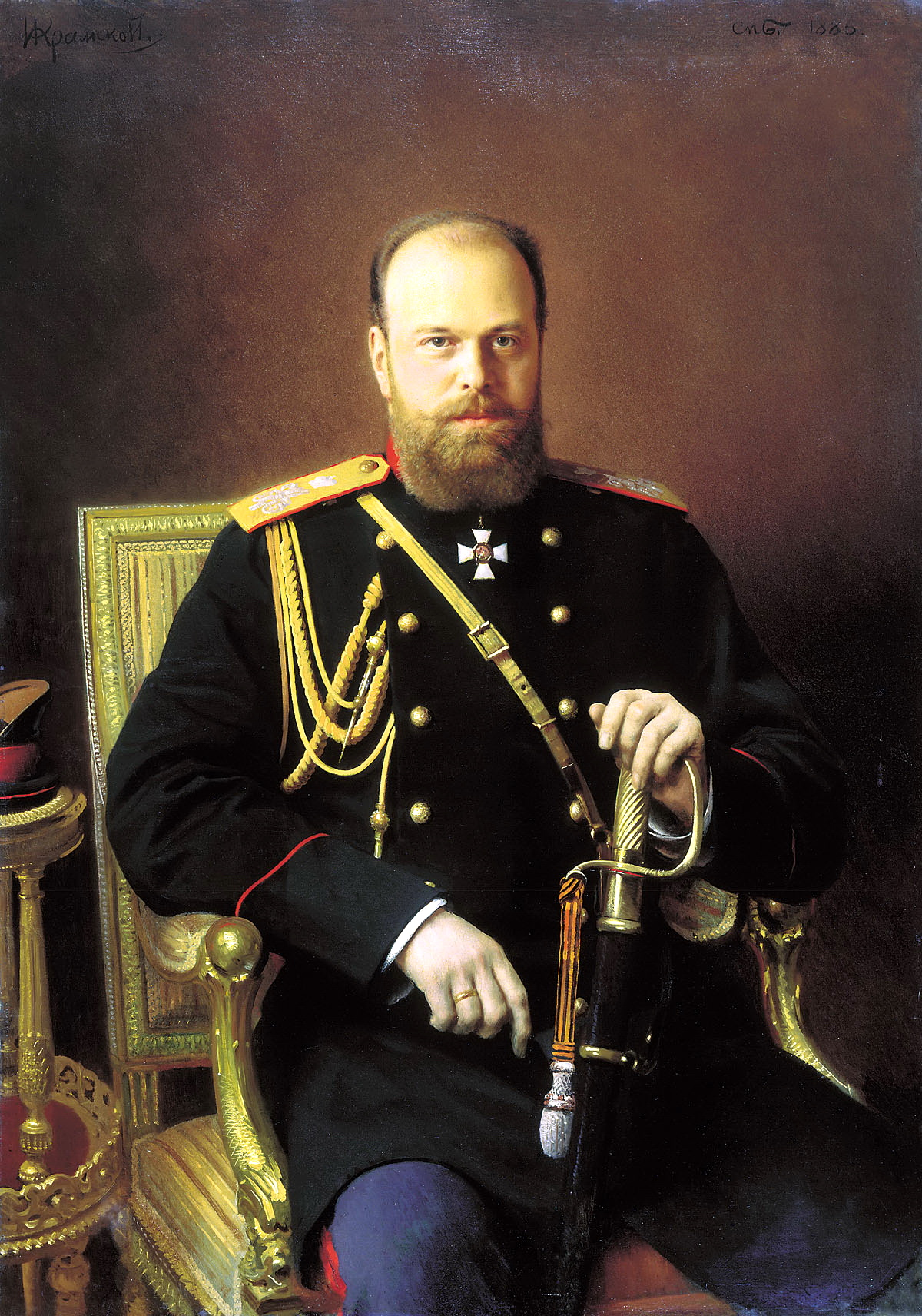
Porträtt av Alexander III från 1886 av Ivan Kramskoj.

Då Alexander efter sin faders mord den 13 mars 1881 besteg tsartronen, gjorde han kampen mot revolutionärerna till huvudmålet för sin inrikespolitik. Den 11 maj 1881 offentliggjordes ett tsarmanifest, vari Alexander förklarade sig lita på sin självhärskarmakt allena och vara fast besluten att kraftigt åtdraga maktens tyglar. Detta manifest betecknade Katkovs och Pobjedonostsevs seger över den upplyste och frisinnade inrikesministern, general Michail Loris-Melikov, som också avskedades den 16 maj 1881 och fick till efterträdare panslavisten, general Nikolaj Ignatiev.
De reaktionära tendenser, som ända från början utmärkt Alexanders regering, framträdde ännu skarpare, sedan Ignatiev avgått 1882 och i hans ställe den fanatiske greve Dimitrij Tolstoj blivit utnämnd till inrikesminister. Tolstoj, som fick behålla inrikesministerportföljen ända till sin död, 1889, införde det mest tryckande polistvång på nästan alla livets områden. Inte bara tusentals revolutionärer, utan även många oskyldigt misstänkta inspärrades i fängelser eller deporterades till Sibirien. Revolutionärerna å sin sida utfärdade den ena våldsamma proklamationen efter den andra och uppgjorde ständigt nya mordplaner. Av fruktan för revolutionärerna tillbringade Alexander en stor del av sin regeringstid på det svårtillgängliga, av träsk omgivna slottet Gatchina. Det är omtvistat, huruvida ett revolutionärt attentat eller järnvägspersonalens försumlighet var orsaken till järnvägsolyckan vid Borki den 29 oktober 1888, då tsartåget, på väg mellan Asov och Charkiv, spårade ur, varvid 21 personer dödades och 37 sårades, men Alexander själv undkom oskadd.

#### Russifiering och religionspolitik
Alexanders regering tog på allvar itu med att russifiera områden som Polen, Östersjöprovinserna och det självständiga storfurstendömet Finland, som endast genom personalunion var förenat med Ryssland. Målet var att utbreda ryskt språk och ryska institutioner och utrota den västerländska bildningen där den vunnit insteg. Pressen reglerades hårt, universiteten bevakades strängt och utländska tidskrifter och tidningar fick endast passera gränsen med polisens tillåtelse.
På samma sätt skulle alla som inte hörde till statskyrkan tvingas till underkastelse. Detta drabbade lutheranerna i Östersjöprovinserna och de närstående stundistförsamlingarna i Ukraina. Även de romerska katolikerna i Polen utsattes för förföljelser. Men framför allt riktade man in sig på judarna, som på många håll på landet och i småstäder sysselsatte sig som ockrare. Judarna förbjöds helt att handla med starka drycker och att förvärva jordegendom och fick endast uppehålla sig i vissa noga bestämda provinser och städer. Dit flyttades de, ibland med våld, från andra delar av riket. Tillträdet till gymnasierna och universiteten försvårades också för judarna. På många orter där de uppehöll sig i större antal inträffade pogromer: folkmassor förstörde judarnas hus, stal deras egendom och dödade dem i massor. För att undgå dessa förföljelser utvandrade ett stort judar, antingen till det närbelägna Rumänien eller via Västeuropa till Amerika.

#### Utrikespolitik
Alexander, understödd av Nikolaj von Giers, som 1882 utnämndes till utrikesminister, iakttog en fredsvänlig politik, trots alla påtryckningar från det panslavistiska partiet. I september 1884 hade Alexander en vänlig sammankomst med kejsarna Vilhelm I av Tyskland och Frans Josef av Österrike i Skierniewice. Men 1885 väckte Österrikes och Tysklands hållning i den bulgariska frågan hans förbittring, och med anledning därav började han koncentrera stora truppmassor i Polen. Dessa truppsammandragningar vid Tysklands och Österrike-Ungerns gränser fortsattes under de följande åren och uppfattades i Europa som ett bevis på att Ryssland rustade sig till ett krig mot trippelalliansens makter. Ännu större blev spänningen mellan Ryssland och Tyskland efter kejsarna Vilhelm I:s och Fredriks död. Visserligen skyndade sig kejsar Vilhelm II strax efter sin tronbestigning att göra ett besök vid ryska hovet (juli 1888), men Alexander besvarade detta besök först i oktober 1889, och detta långa dröjsmål karakteriserade den kyla, som då rådde mellan de båda hoven.
Ännu mer ökades spänningen genom det tullkrig, som 1887 började mellan Tyskland och Ryssland. Det var under sådana förhållanden som Alexander började närma sig Franska republiken. Den rysk-franska vänskapen – sakta men säkert förberedd under åren 1888–1890 – framträdde öppet vid amiral Gervais och den franska eskaderns besök i Kronstadt andra halvan av juli 1891, då de franska sjömännen mottogs som bröder av det ryska folket, och den annars så konservative tsaren med blottat huvud åhörde Marseljäsen.

#### Sista år
Under de sista åren av Alexanders regering hemsöktes Ryssland av fruktansvärda olyckor. Flera års missväxt i åtskilliga guvernement framkallade den fasansfulla hungersnöden 1891 och 1892. Kolera, influensa och andra smittsamma farsoter skördade hundratusentals människoliv. Själv angreps Alexander i januari 1894 av influensa, som hade till följd en svår njursjukdom, varav han efter långvariga lidanden avled på slottet Livadija på Krim den 1 november 1894. Han efterträddes av sin äldste son, kejsar Nikolaj II.

## Utmärkelser

### Ryska ordnar
- Sankt Andreas orden (1845)
- Alexander Nevskijorden (1845)
- Vita örnens orden (1845)
- Sankt Annas orden (1845)
- Sankt Vladimirs orden (1864/1870)
- Sankt Stanislausorden (1865)
- Sankt Georgsorden (1877)

### Utländska ordnar
- Sankt Hubertusorden (1865)
- Leopoldsorden (1865)
- Södra korsets orden (1866)
- Militärorden för tapperhet i krig
- Elefantorden (1865)
- Dannebrogsmännens hederstecken (1866)
- Dannebrogsorden (1891)
- Hederslegionen (1878)
- Frälsarens orden (1866)
- Kamehameha I:s orden (1881)
- Annunziataorden (1865)
- Krysantemumorden (1880)
- Uppgående solens orden (1879)
- Malteserorden (1876)
- Vendiska kronans orden (1865)
- Militära Wilhelmsorden (1881)
- Nederländska Lejonorden (1865)
- Sankt Olavs orden (1879)[3]
- Osmanié-orden (1866)
- Utmärkelseorden (1884)
- Preussiska Svarta örns orden (1857)
- Pour le Mérite (1877)
- Rumänska Stjärnans orden (1877)
- Sachsiska Rautenkroneorden (1866)
- Vita Falkens orden (1864)
- Gyllene skinnets orden (1865)
- Strumpebandsorden (1881)
- Serafimerorden (1865)[4]
- Württembergska kronorden (1864)
- Sankt Stefansorden (1866)

## Barn
1. Nikolaj II av Ryssland
2. Aleksander (1869–1870)
3. Georg (1871–1899)

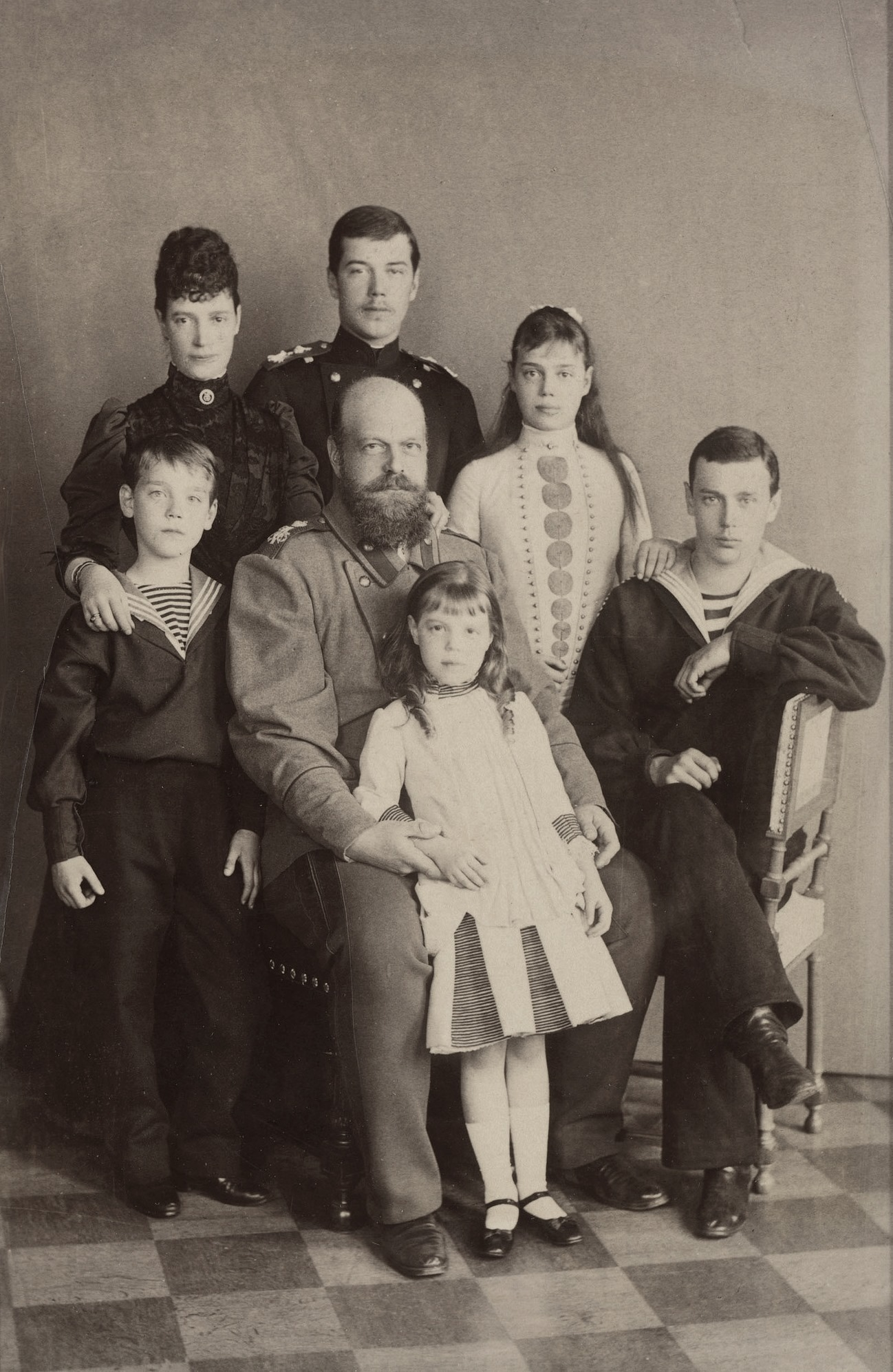
Alexander III med familj

4. Xenia (1875–1960), gift med Alexander Michailovitj av Ryssland
5. Michail Aleksandrovitj (1878–1918), gift morganatiskt
6. Olga Alexandrovna (1882–1960), gift 1. Peter av Oldenburg (skilda), 2. Nikolaj Kulikovsky

## Anfäder
|                           |  |  |  |  |  |  |  |                          |  |  |  |  |  |  |  |                               |  |  |  |  |  |  |  | Paul I av Ryssland              |
|                           |  |  |  |  |  |  |  |                          |  |  |  |  |  |  |  |                               |  |  |  |  |  |  |  |                                 |
|                           |  |  |  |  |  |  |  |                          |  |  |  |  |  |  |  | Nikolaj I av Ryssland         |  |  |  |  |  |  |  |                                 |
|                           |  |  |  |  |  |  |  |                          |  |  |  |  |  |  |  |                               |  |  |  |  |  |  |  |                                 |
|                           |  |  |  |  |  |  |  |                          |  |  |  |  |  |  |  |                               |  |  |  |  |  |  |  | Maria Fjodorovna                |
|                           |  |  |  |  |  |  |  |                          |  |  |  |  |  |  |  |                               |  |  |  |  |  |  |  |                                 |
|                           |  |  |  |  |  |  |  | Alexander II av Ryssland |  |  |  |  |  |  |  |                               |  |  |  |  |  |  |  |                                 |
|                           |  |  |  |  |  |  |  |                          |  |  |  |  |  |  |  |                               |  |  |  |  |  |  |  |                                 |
|                           |  |  |  |  |  |  |  |                          |  |  |  |  |  |  |  |                               |  |  |  |  |  |  |  | Fredrik Vilhelm III av Preussen |
|                           |  |  |  |  |  |  |  |                          |  |  |  |  |  |  |  |                               |  |  |  |  |  |  |  |                                 |
|                           |  |  |  |  |  |  |  |                          |  |  |  |  |  |  |  | Alexandra Feodorovna          |  |  |  |  |  |  |  |                                 |
|                           |  |  |  |  |  |  |  |                          |  |  |  |  |  |  |  |                               |  |  |  |  |  |  |  |                                 |
|                           |  |  |  |  |  |  |  |                          |  |  |  |  |  |  |  |                               |  |  |  |  |  |  |  | Louise av Mecklenburg-Strelitz  |
|                           |  |  |  |  |  |  |  |                          |  |  |  |  |  |  |  |                               |  |  |  |  |  |  |  |                                 |
| Alexander III av Ryssland |  |  |  |  |  |  |  |                          |  |  |  |  |  |  |  |                               |  |  |  |  |  |  |  |                                 |
|                           |  |  |  |  |  |  |  |                          |  |  |  |  |  |  |  |                               |  |  |  |  |  |  |  | Ludvig X av Hessen-Darmstadt    |
|                           |  |  |  |  |  |  |  |                          |  |  |  |  |  |  |  |                               |  |  |  |  |  |  |  |                                 |
|                           |  |  |  |  |  |  |  |                          |  |  |  |  |  |  |  | Ludvig II av Hessen-Darmstadt |  |  |  |  |  |  |  |                                 |
|                           |  |  |  |  |  |  |  |                          |  |  |  |  |  |  |  |                               |  |  |  |  |  |  |  |                                 |
|                           |  |  |  |  |  |  |  |                          |  |  |  |  |  |  |  |                               |  |  |  |  |  |  |  | Louise av Hessen-Darmstadt      |
|                           |  |  |  |  |  |  |  |                          |  |  |  |  |  |  |  |                               |  |  |  |  |  |  |  |                                 |
|                           |  |  |  |  |  |  |  | Maria Alexandrovna       |  |  |  |  |  |  |  |                               |  |  |  |  |  |  |  |                                 |
|                           |  |  |  |  |  |  |  |                          |  |  |  |  |  |  |  |                               |  |  |  |  |  |  |  |                                 |
|                           |  |  |  |  |  |  |  |                          |  |  |  |  |  |  |  |                               |  |  |  |  |  |  |  | Karl Ludvig av Baden            |
|                           |  |  |  |  |  |  |  |                          |  |  |  |  |  |  |  |                               |  |  |  |  |  |  |  |                                 |
|                           |  |  |  |  |  |  |  |                          |  |  |  |  |  |  |  | Wilhelmine av Baden           |  |  |  |  |  |  |  |                                 |
|                           |  |  |  |  |  |  |  |                          |  |  |  |  |  |  |  |                               |  |  |  |  |  |  |  |                                 |
|                           |  |  |  |  |  |  |  |                          |  |  |  |  |  |  |  |                               |  |  |  |  |  |  |  | Amalia av Hessen-Darmstadt      |
|                           |  |  |  |  |  |  |  |                          |  |  |  |  |  |  |  |                               |  |  |  |  |  |  |  |                                 |

## Eftermäle
I svenska historieböcker är Alexander III ihågkommen för att russifieringen sattes igång i Storfurstendömet Finland och för den fruktansvärda hungersnöden i början av 1890-talet. Helsingfors hyllade i april 1894 hans föregångare med en staty, som ännu står på Senatstorget.
Ett minnesmärke över Alexander III upprestes 1908 i staden Irkutsk vid stranden av Angara. Det togs ner 1920 men återuppsattes 2003.
1909 invigdes en ryttarstaty av Alexander III, skulpterad av Paolo Trubetskoj, nära Moskovskij-järnvägsstationen i Sankt Petersburg. Både häst och ryttare är ganska bastanta, vilket gett statyn nidnamnet "flodhästen" (бегемот). Trubetskoj har antytt att statyn kan ses som en karikatyr av "ett djur ovanpå ett annat". Trots att statyn var kontroversiell, blev den ändå godkänd av änkekejsarinnan Maria Fjodorovna. Efter revolutionen fick den stå kvar som påminnelse om enväldet, tills den 1937 flyttades till magasin. Den togs på nytt fram 1994 och placerades utanför Marmorpalatset.
En staty av Alexander III sittande på tronen restes 1912 i Moskva, men togs ner i juli 1918 och 1931 togs även fundamentet bort.
Den 18 november 2017 invigde Vladimir Putin en fyra meter hög bronsstaty av Alexander III på Krim, på platsen där tsaren byggde det nya Livadiapalatset. Skulptören Andrej Kovaltjuk (född 1959) har avbildat tsaren sittande på en stubbe, med armarna vilande på sabeln. Inskriften återger citatet "Ryssland har bara två allierade: sin armé och sin flotta." Det sägs att Alexander III var Putins favorit bland Rysslands härskare.

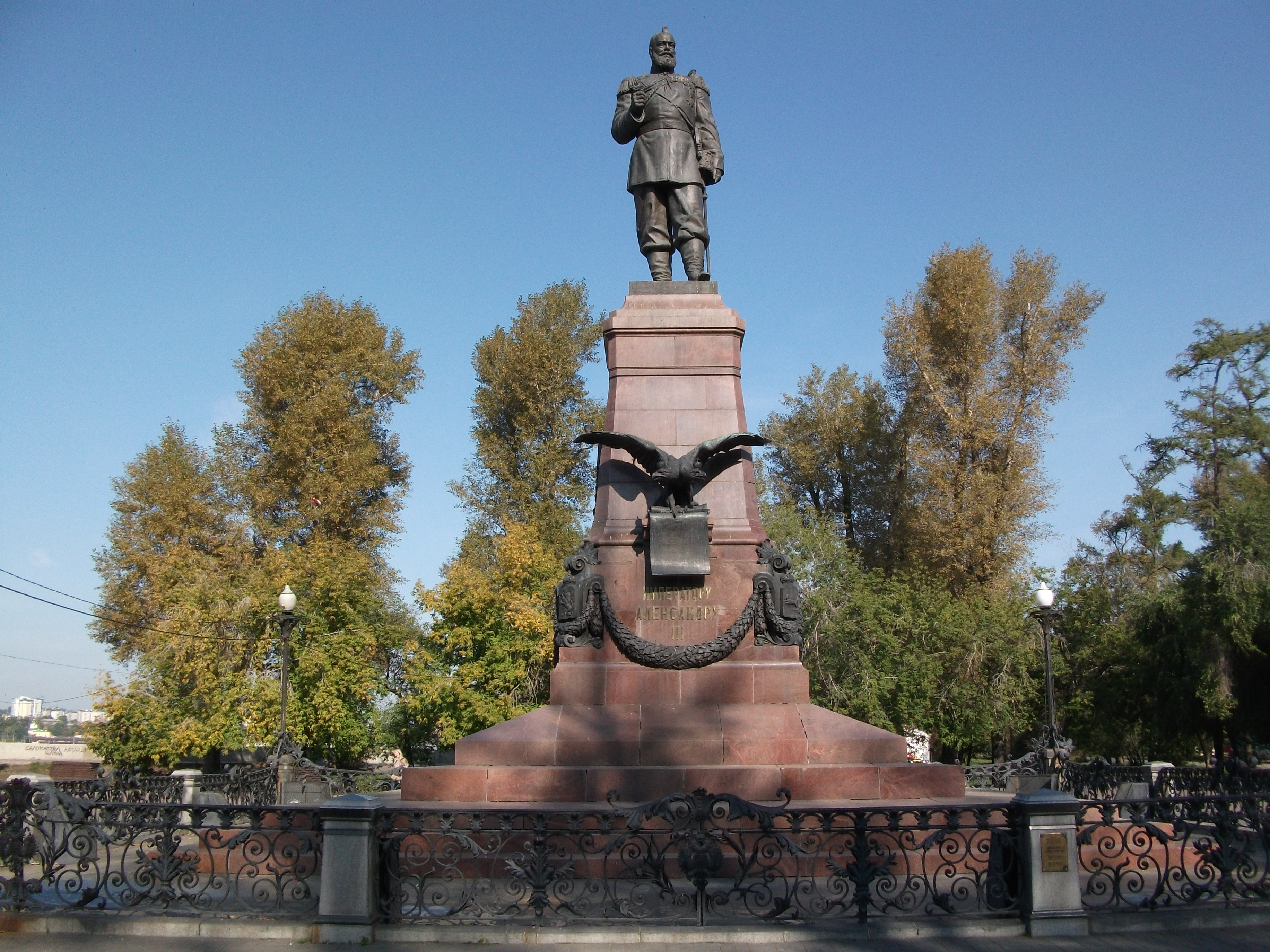
Monumentet i Irkutsk
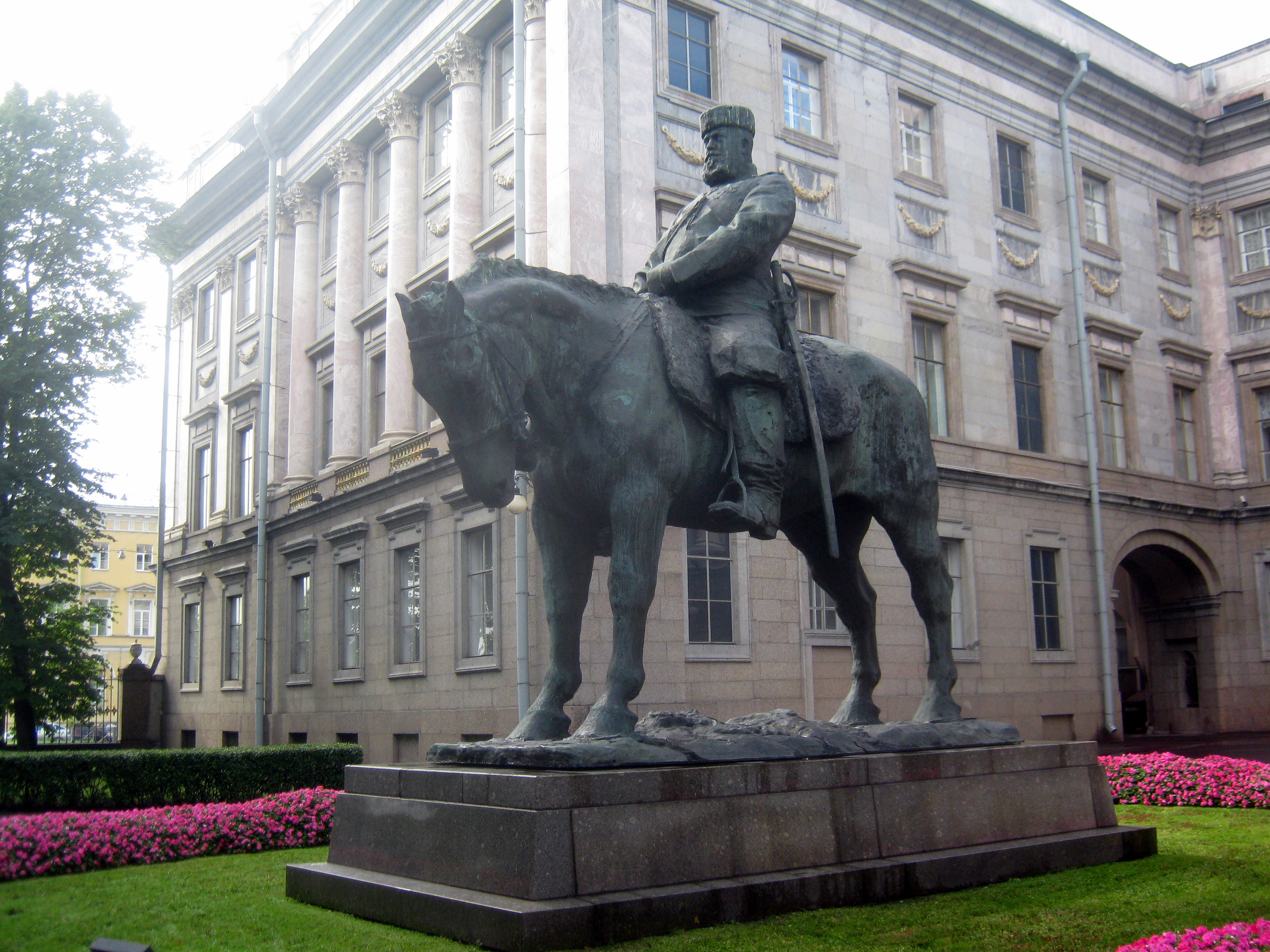
Ryttarstaty i Sankt Petersburg, invigd 1909
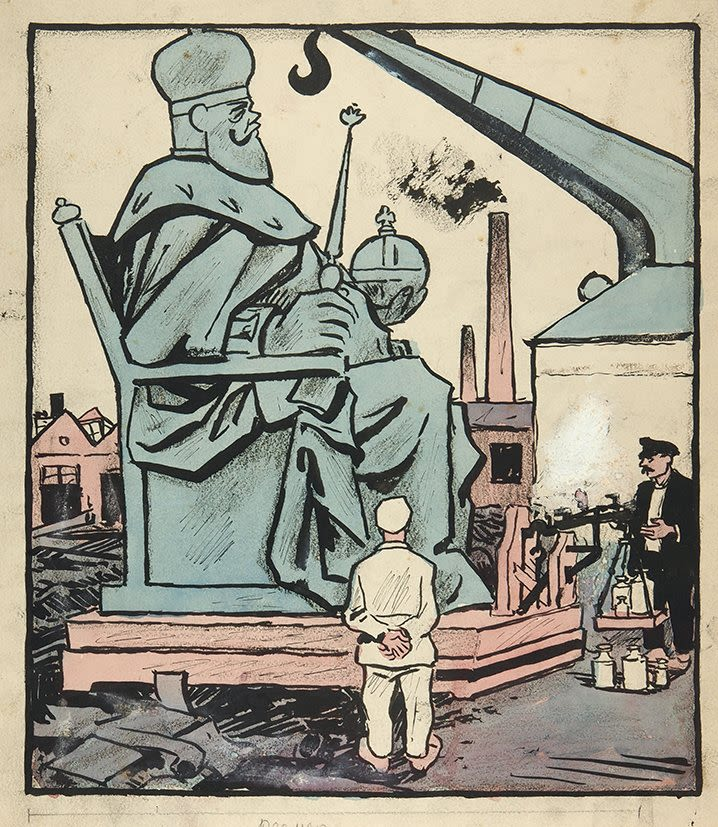
Satir från 1920-talet: Tsaren och tronen vägs in som metallskrot